# 一脚

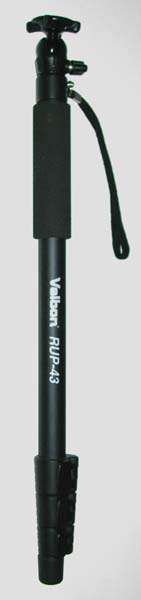
カメラ用一脚（折りたたんだ状態）

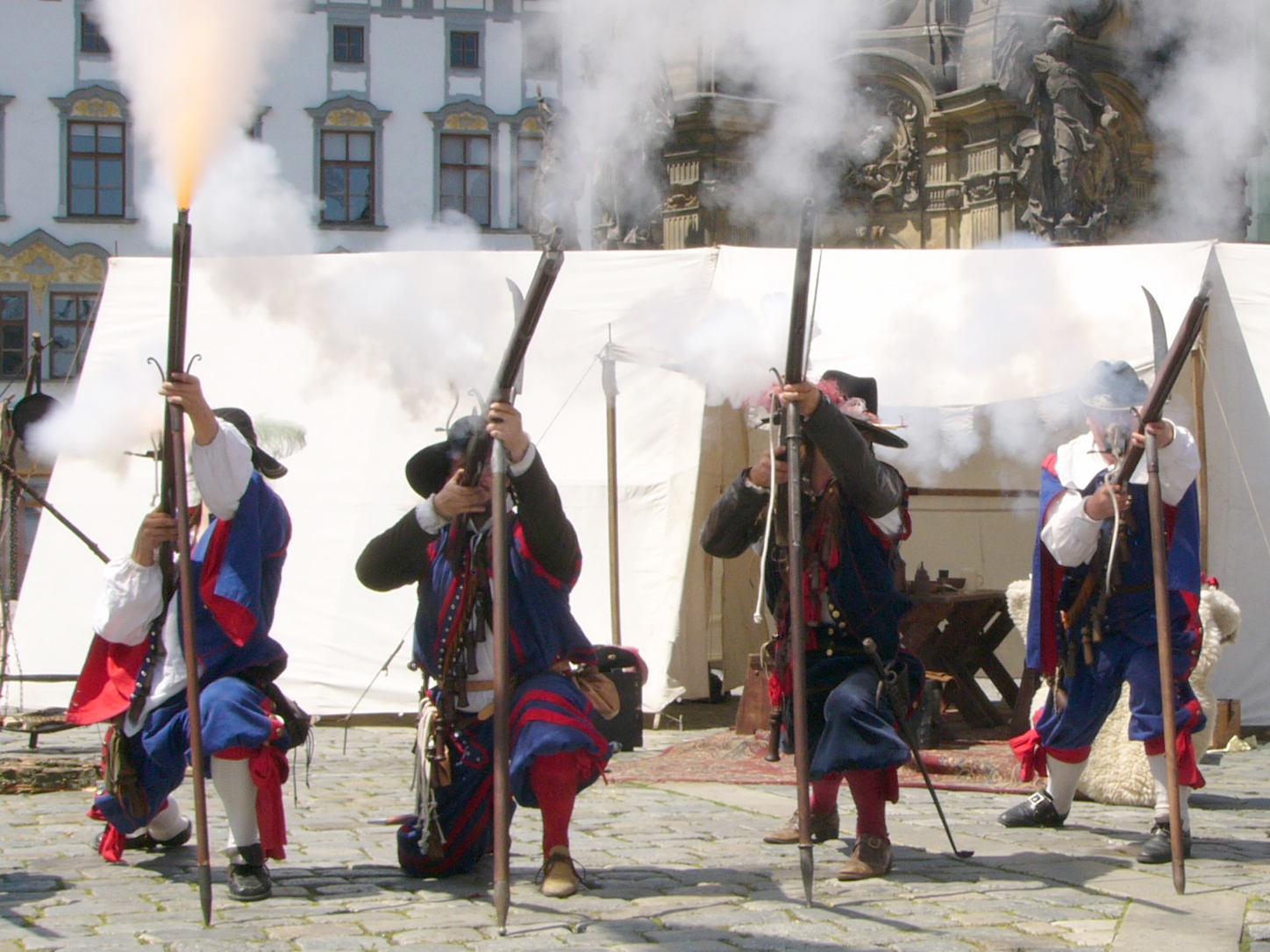
一脚（叉杖）を使用したマスケット銃の射撃

一脚（いっきゃく、英: Unipod, Monopod）は、三脚より簡易な支持装置である。

## 銃架
初期の銃は、小型化した大砲とでも言うべきもので、腕の力だけで保持するには重かった。前装銃であるために迅速な装填のためには立って操作する必要があり、加えてこの当時の兵士は鎧を着用していた。そのため、銃の重量を依託するための叉杖（さじょう、マスケットレスト）という、先がY字状になった杖のような一脚が用いられ、兵の負担を減らした。
日本の火縄銃に伝わる射法では叉杖は使われず、記録も残されていない。理由は、そもそも日本に知見が伝来していなかったとも、マスケットより軽めの銃が主に用いられたため（大鉄砲や大筒などと呼ばれる大口径銃の類などは俵や土嚢で支える射法もあった）とも、西洋では隊列斉射のため兵士個々の装填にかかる時間差により銃を構えて待つ間の負担軽減に叉杖が必要だったが、日本は個々に狙撃していたため構えの時間が短かく叉杖の必要性が薄かったなどとの説がある。
銃の軽量化と、野戦における散兵戦術が主体となり伏せ射ちが一般化したことで一脚は姿を消していった（代わりに二脚を備えた小銃や軽機関銃も現れた）が、日本の九九式小銃で標準装備品として採用された事例がある。現在でも照準を安定させるためのフォアグリップ（前方補助銃把）を兼ねたアタッチメントとして用いられる場合がある。
また、マタギの大ナガエもこのように使われることがある。

## カメラ用具
カメラ用具の一つで、安定した撮影を簡易に行うための道具の一つ。雲台の直下に伸縮自在の一本足が付いている。
カメラで撮影を行う際や、雲台に対応した望遠鏡で手ぶれを防ぐ際、機材を取り付けたまま地面に接地させて安定させるための器具である。場所の変更が三脚に比べて容易であり、時間をかけずに迅速に撮影できる。また、カメラの方向を瞬時に変えられるため、被写体の動きがはげしいスポーツ写真に向いている。
重く大きな高性能レンズを手持ちで用いる場合、撮影場所が暗くシャッター速度が長くなる場合や、被写界深度を深くとるレンズを使用する場合に有用である。他に三脚を使っている撮影者が多い撮影地などで、立ち位置だけを確保した場合にも使用するが、この用途であれば三脚の足を畳むことで一脚の代わりとすることもできる。また、小型の三脚の脚を手前に折り胸に押し当てたり、脚をわきの下にはさんでブレを軽減することも可能である。
一脚は、三脚の三点支持に対して一点支持であるため、機材を手放しで使うことはできない。あくまでも手持ち撮影の補助用具である。近年ではほぼ同じサイズのコンパクト三脚が発売され始め、手ぶれ補正機構付きカメラ・レンズが普及してきたため、使われなくなる傾向にある。しかし、一脚はコンパクトかつ軽量で堅牢性も高く、機動性の高さから映像の分野では広く使われている。足元にペダルが付いているものや、足元だけ三脚になっているもの、山岳用ストックを兼用するものなどもある。